# مجید شهباز
مجید شهباز بازیگر و مدیر تهیه اهل ایران است. مجید شهباز در ۱۸ فیلم بازیگر و در ۶ فیلم به عنوان مدیر تهیه فعالیت کرده‌است. نخستین کار سینمایی او بازی در فیلم مأمور دو جانبه (۱۳۴۵) و واپسین کارش بازی در فیلم گزارش یک قتل در سال ۱۳۶۵ بوده‌است.

## فیلمشناسی

### بازیگر
- گزارش یک قتل (۱۳۶۵)
- شرف (۱۳۵۴)
- سازش (۱۳۵۳)
- شوهر کرایه ای (۱۳۵۳)
- کی دسته گل به آب داده؟ (۱۳۵۲)
- ناخدا باخدا (۱۳۵۲)
- جدال در کویر (۱۳۵۱)
- مرغ تخم طلا (۱۳۵۱)
- لج و لجبازی (فیلم ۱۳۵۱) (۱۳۵۱)
- شراره (۱۳۵۰)
- سوگند سکوت (۱۳۴۸)
- تک خال (۱۳۴۸)
- ازدواج ایرانی (۱۳۴۷)
- ریکاردو (۱۳۴۷)
- علی بابا و چهل دزد (۱۳۴۶)
- بیست سال انتظار (۱۳۴۵)
- دو انسان (۱۳۴۵)
- سه بمب آتشین (۱۳۴۵)
- مأمور دو جانبه (۱۳۴۵)

### مدیر تهیه
- بهرام شیردل (۱۳۴۷)
- هفت دختر برای هفت پسر (۱۳۴۷)
- علی بابا و چهل دزد (۱۳۴۶)
- بیست سال انتظار (۱۳۴۵)
- دو انسان (۱۳۴۵)
- مأمور دو جانبه (۱۳۴۵)